# Alchemilla commixta
Alchemilla commixta är en rosväxtart som beskrevs av Sergei Vasilievich Juzepczuk. Alchemilla commixta ingår i släktet daggkåpor, och familjen rosväxter. Inga underarter finns listade i Catalogue of Life.